# トランシルビィ
『トランシルビィ』（Transiruby）は、スキップモアとエスカドラが開発しフライハイワークスより2021年12月9日に発売されたサイドビューの2Dアクションゲーム。
サイボーグの少女シルビィが主人公で、宇宙空間の航行中に突如出現した「次元大陸」に降り立ち探索を行っていく。

## システム
様々なアイテムを駆使しながら複数の広大なエリアを探索するというメトロイドヴァニアの形式をとっている。1つのエリアの広さは約200画面分あり、道中の一部ではパズルを解く要素もある。
敵への攻撃はソードでの近接攻撃がメインとなる。ジャンプ中に直下を攻撃する下突きはボス敵以外の全ての敵を一撃で倒せるほか、ボス敵の弱点に当てると大ダメージを与えられる。また、敵を倒すと後述のエレメントガンの使用時に消費する「EP（イーピー）」の粒が放出されて画面上のゲージが回復するが、敵を連続で倒しコンボをつなぐことでより多く放出される。
一部の通路はシャッターが閉じていて通行できなくなっている。シャッターには数字が書かれており、各所に点在する「トランチップ」を数字の分だけ集めるとシャッターが開き通行できるようになる。また、このほかの収集要素として、「メガトランチップ」、「ダーククォーツ」、「ワンダリングドラモス」（迷子になったモンスター「ドラモス」）、シークレットアイテム各種があり、これらの取得状況はゲームの進行に影響しないが、実績要素の100%クリアを達成するために必要となる。

## 主なアイテム
攻略に必須となるアイテムを記載。
エレメントガン
光弾を発射し、一般の敵に当てると動きを止め足場にできる。ギミックの起動にも用いる。使用時にはEPのゲージを消費する。
ゲーム中盤でもう一つ取得することで射程が延びる。
動きを止めた一般の敵は通常のソード攻撃1回で倒すことができ、倒した後に30%の確率で回復アイテムを落とす。
クリスタルロッド
ソードの攻撃範囲が広がり通路を塞ぐブロックを壊せるようになる。
取得機会が3回あり、取得ごとに壊せるブロックの種類が増える。
スラスター
ジャンプ中に再びジャンプする2段ジャンプが可能となる。
バイクユニット
シルビィの体がバイクに変形して地面や水面を高速移動できる。1マス分の隙間が空いた地形を駆け抜けることもできる。
グラビティグローブ
大きなブロックを動かせるようになる。
ウォーターバリア
通常は水中移動時に時間制限があるが、取得後は制限がなくなる。

## 登場人物
シルビィ
サイボーグの少女。
手持ちのアイテムや変形能力を用いながら探索を進めていく。
ネーコム
シルビィの宇宙船の内部にいるAI。ネコの姿をしている。
探索中のシルビィに対して宇宙船から通信しサポートする。
ヤマト
サイボーグの少女。学者だと名乗るが、詳細は謎に包まれている。「ヤマト」の名称はサイボーグのフレーム（外観、ボディ）の種類名であり本人の正式な名前は不明。
シルビィが倒した中ボスの装置の内部から姿を現し、意味深な言葉を残して去っていく。
ゲーム終盤のエリア「ザナドゥ」ではシルビィと対決することになり、形態を変化させながら多彩な攻撃を仕掛ける。
スキップモア開発のゲームソフト『神巫女 -カミコ-』にも姿の似た同名人物が登場する。
ダグラス
サイボーグの男性。トレジャーハンター。
次元大陸にある巨大な水晶「DNAクォーツ」を探し求めている。エリアの一つ「幻想の水没都市」ではシルビィが飛行形態に変形する手助けを行う。
シスター・コンピュータ
巨大な女性の姿をしたAIたち。シスター・ワン、シスター・ツー、シスター・スリーの3姉妹。
認証パスワードを入力すると対応番号のついたシャッターのロックを解除する。全員が力と自信を喪失しており、本当はもっとできる子だったと殊更強調する。
マザー・ドラモス
ドラモスたちの母なる存在。
行方不明のドラモスたちを探すようシルビィに依頼する。
なお、ドラモスはスキップモアの他作品で敵キャラクターとして登場している。
ウカノミタマ
エリアの一つ「神社フシミ」にいる、キツネ風のいでたちをした少女。
次元大陸深部を目指すシルビィに様々な試練を課す。ネーコムからは面倒くさい存在だと評される。
アイラ
エリアの一つ「原始 人工洞窟」にいる板状のAI。以前には牧場主をサポートする役目を担っていた。
多弁であることをヤマトから嫌がられてエネルギー供給プラグを抜かれるが、繋ぎ直すと次元大陸深部に続くゲートを起動させる。
スキップモア開発のゲームソフト『ピコンティア』にも登場する。
がっかり天使
頭上に輪のようなものがあり背中に翼のようなものをつけた知的生命体。本作の最終ボス。名前はネーコムがその場の雰囲気で命名した。台詞は発しない。
「エレメントネットワーク」を通じてヤマトを操っていたが、その目的ははっきりしない。
戦闘は複数のフェーズで構成され、ダメージゲージを削りきるごとに姿と攻撃方法を変化させる。

## 開発
本作の開発は「難易度低めで面白さ多めの探索型アクションを作ってみたい」という考えが動機の一つになっており、高難易度の作品が多い傾向にあるメトロイドヴァニアにおける難しい要素を取り除く方策がとられている。その例として、高難易度の場面をメインルートから切り離したうえでその長さを短くしたり、前述のように一般の敵を全て一撃で倒せたりフリーズさせたりでき回復アイテムを落としやすいといったことがある。
当初の構想では滅びゆく惑星で生物のDNAを採取するという設定でノアの方舟をモチーフにしていたが、物語が重くなりそうだと感じて取りやめた。この時の仮タイトルは『プラネット・ノア』で、次元大陸の名称も「ノア」となっており、製品版のスタート地点付近にある建造物には「NOA」と読めるような文字の痕跡が残されている。
当初は2年での完成を目指しており、2018年の東京ゲームショウ2018への出展時には2019年発売予定としていたが、サイドビューのゲームの開発に不慣れだったことも影響してレベルデザインだけで2年が費やされた。また、スキップモアが前回手掛けた『神巫女 -カミコ-』は4か月という短期間で完成に至ったが、本作のマップの広さはその10倍以上で、このことも開発遅延の一因になっている。